# Seznam mostů přes Blanici
Seznam mostů přes Blanici uvádí mosty a lávky na jihočeské řece Blanici seřazené od pramene řeky po její ústí do Otavy.

## Horní Blanice (nad nádrží Husinec)
- 1. most nad Arnoštovem
- 2. most nad Arnoštovem
- most v Arnoštově na silnici do Pěkné
- lávka pro pěší v Arnoštově na zelené turistické stezce
- most ve Spálenci
- bývalý železniční most na Arnoštovské lesní dráze
- železniční most na trati Číčenice–Volary
- most u železniční zastávky Spálenec na cestě ze Zbytin do Spálence
- most na silnici ze Zbytin do Svaté Magdaleny
- most u Můstku na silnici č. 141 úseku Prachatice–Volary
- lávka nad Blanickým mlýnem
- most u Blanického mlýna na silnici Blažejovice–Mlynářovice
- lávka pod hradem Hus na modré turistické stezce
- most u Řepešínského mlýna na silnici ze Záblatí do Řepešína
- most u Horního Záblatí na silnici z Kratušína do Záblatí
- most u Zábrdského mlýna na silnici z Prachatic do Kratušína
- most u Podedvorského mlýna
- lávka nad Rechlemi na žluté turistické stezce

## Střední Blanice (nádrž Husinec–Strunkovice nad Blanicí)
- most v Husinci
- most v Husinci na silnici č. 144 z Prachatic
- lávka v Husinci u fotbalového hřiště
- most v Těšovicích na silnici č. 141 z Prachatic
- lávka pod Těšovicemi
- most ve Strunkovicích nad Blanicí

## Dolní Blanice (Strunkovice nad Blanicí–Vodňany)

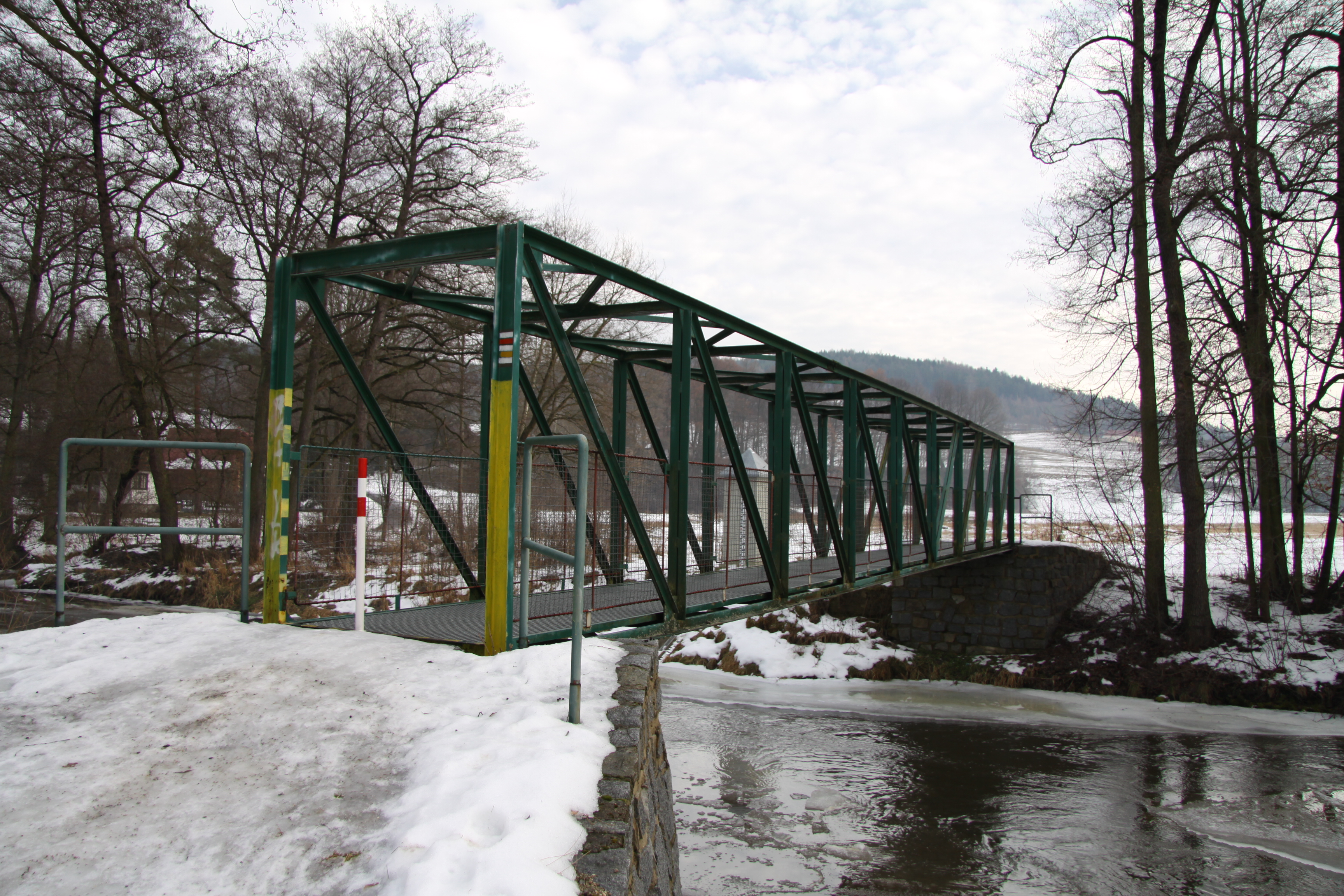
Lávka v lokalitě Na Drahách u Bavorova

- železniční most u Blanice na trati Volary–Číčenice
- most v lokalitě U Moučků na silnici č. 142 z Bavorova do Netolic
- lávka v lokalitě Na Drahách (u Bavorova) na červené turistické stezce
- železniční most u Svinětic na trati Volary–Číčenice
- most u Svinětic na silnici č. 141 v úseku Bavorov–Vodňany
- lávka u Vitic na zelené turistcké stezce
- most v Krašlovicích na silnici do Vodňan
- most v lokalitě U Forků přes rameno Blanice
- most v blízkosti lokality U Suchomelů přes rameno Blanice
- most u sádek ve Vodňanech přes rameno Blanice
- most ve Vodňanech přes rameno Blanice
- barokní most sv. Jana Nepomuckého ve Vodňanech přes rameno Blanice
- most ve Vodňanech u Střední rybářské školy

## Dolní Blanice (Vodňany–Protivín)
- most u Vodňan na žluté turistické stezce
- most u Vodňan přes Blanici i její rameno na silnici č. 22 (E49)
- most u Louckého mlýna